# 義経英雄伝修羅
『義経英雄伝修羅』（よしつねえいゆうでんしゅら）は、フロム・ソフトウェアが開発したPlayStation 2用歴史アクションゲーム。
2005年10月27日発売。前作『義経英雄伝』より、キャラクターやシステムが大幅に増加した。

## システム
前作との違いと新たに追加されたシステム
- 新ステージの追加。五条大橋で弁慶と対決。弁慶や静御前がメインのステージなど。
- ストーリーモードの追加。新たに義仲篇、平家篇が追加された。
- 他の合戦を自由に楽しめる自由合戦が追加された。
- 使用可能キャラクターが大幅に増えた。義仲軍、平家軍の武将も使用できる。
- 特別な勝利条件で合戦する特別合戦が追加された。
- 初心者にも解りやすく説明するチュートリアルが追加された。
- 対戦モードが追加された。
- 一部のキャラクターのモーションが修正されている。
- 武器や作戦の追加。
- 義経記の増加。
- 護衛武将の仕様変更。
- キャラクターの成長段階の増加。
- 隠し衣装の仕様変更。
- 統率陣の仕様変更。等

隠し要素
- 隠し要素が存在する。条件を満たすと隠し武器、作戦、護衛武将、隠しステージ、画像、隠しキャラクターが手に入る。

## キャラクター

### 義経軍
牛若丸（声：阪口大助）
源義経の元服前の姿。「鞍馬天狗」のみ隊長に設定されている。
烏天狗に逢い、自分が源氏の嫡流ということを知る。平家と戦うことを決意し、後に源義経になる。
源義経（声：大水忠相）
牛若丸が元服をした後の名前。義経軍の主な隊長。
武蔵坊弁慶（声：乃村健次）
大薙刀兵。義経四天王の一人に数えられることもある。書写山の僧。五条大橋で牛若丸と出会い、最期まで付き従った人物。
凛（声：雪乃五月）
騎馬小薙刀兵。オリジナルキャラクター。『天誅』からのゲスト出演。この作品では金売り吉次の娘という設定となっている。
天誅を匂わせる彼女特有の作戦が存在する。金売り吉次の固有名詞が「吉次殿」から「父上」に変更されるなど前作の性格から若干の変更がされている。
金売り吉次（声：石住昭彦）
弓兵。京と平泉を行き来する行商人で、牛若丸を奥州平泉に導いた人物とされる。この作品では凛の父親という設定となっている。
伊勢義盛（声：園部好德）
特殊歩兵。義経四天王の一人に数えられることもある。奥州平泉の山賊。「奥州平泉」では敵の大将。一ノ谷の合戦で義経軍に加わる。
佐藤継信（声：駒谷昌男）
盾兵。義経四天王の一人であるとされる。奥州藤原氏の家臣。「富士川の合戦」より使用が可能。
「屋島の合戦」では前作にない彼の死亡シーンがムービーにより描かれている。
佐藤忠信（声：田中一永）
一般的に義経四天王の一人であるとされる。奥州藤原氏の家臣で、継信の弟。「富士川の合戦」より使用が可能。
那須与一（声：栗山浩一）
騎馬弓兵。一ノ谷の合戦で義経軍に加入する。屋島の合戦のムービーでは史実とは違い、忠信にかわり菊王丸を射抜く。
屋島の扇落としが有名であり、今作でも前作同様ムービーによりその場面が再現されている。
静御前（声：斉藤梨絵）
小薙刀兵。義経の愛妾の白拍子。女人禁制の吉野山で義経と別れる。薙刀を舞うように使い攻撃する。
常陸坊海尊（声：船木真人）
義経四天王の一人に数えられることもある。元三井寺の僧兵。一ノ谷の合戦で参戦。
烏天狗（声：中嶋聡彦）
特殊歩兵。鞍馬山の天狗。正体はは牛若丸の父親源義朝の郎党鎌田正近。この作品では牛若丸に彼の出生の秘密を伝えた。
隠しキャラクター。

### 木曽軍
木曽義仲
騎馬大薙刀兵。木曽冠者、旭将軍、源義仲。木曽軍の隊長。
今井兼平（声：志村知幸）
義仲四天王の1人で、最期まで義仲と共に過ごした人物。
巴御前
騎馬小薙刀兵。兼平・兼光の妹で、義仲の愛妾。
樋口兼光
弓兵。義仲四天王の1人で、兼平・巴の兄。義仲の右腕的人物。
根井行親（声：小村哲生）
工作兵。義仲四天王の1人で、楯親忠の父。木曽義仲の最有力家臣といわれる。今作唯一の工作兵。
楯親忠
盾兵。義仲四天王の1人で、根井行親の六男。

### 平家
平知盛（声：金子由之）
騎馬大薙刀兵。平清盛の四男。平家の主な隊長。軍略に優れている。
平重衡
平清盛の五男で知盛の弟。その容姿は牡丹の花にたとえられる。一ノ谷で源氏に捕らえられるが、外伝ルートでは平家に助けられ、生存する。
平敦盛（声：石井真）
弓兵。無官の太夫。平家の将。平家物語の最期は有名。
平時忠（声：小山武宏）
弓兵。平家の老将。有名な「平家にあらざれば人にあらず」の言葉を発した人物。
平教経（声：斎藤志郎）
大薙刀兵。義経を最後まで苦しめた人物として有名。
人物禄のサンプルボイスにのみ「いざ、うれ、さらばおのれら、死出の旅路の共をせよ。」という彼の最期の台詞が収録されている。
菊王丸（声：保村真）
特殊歩兵。平教経の童。
ストーリー上、屋島の合戦で死亡するが、外伝ルートではそのステージが存在しないため　最後まで生存する。

### その他
源行家（声：津田英三）
源氏の将。元は木曾軍に所属していたが、義仲と対立して朝廷軍に寝返る。隠しキャラクター。
浄妙明秀
弓兵。三井寺の僧兵。隠しキャラクター。
五智院但馬（声：野島裕史）
大薙刀兵。三井寺の僧兵。隠しキャラクター。
源頼朝
源氏の棟梁。義経の兄。各軍共通の最終ボスとなっている。隠しキャラクター。
斉藤実盛（声：藤本譲）
弓兵。平家の将。隠しキャラクター。
覚範（声：島香裕）
小薙刀兵。オリジナルキャラクター。比叡山の僧兵。隠しキャラクター。
梶原景時
薙刀兵。源頼朝に仕える元平家側の将。隠しキャラクター。
以仁王（声：遠近孝一）
源氏を挙兵へと動かした人物。隠しキャラクター。